# Oakland (Illinois)
Oakland je grad u američkoj saveznoj državi Ilinois. Prema popisu stanovništva iz 2010. u njemu je živjelo 880 stanovnika.